# 문명개화

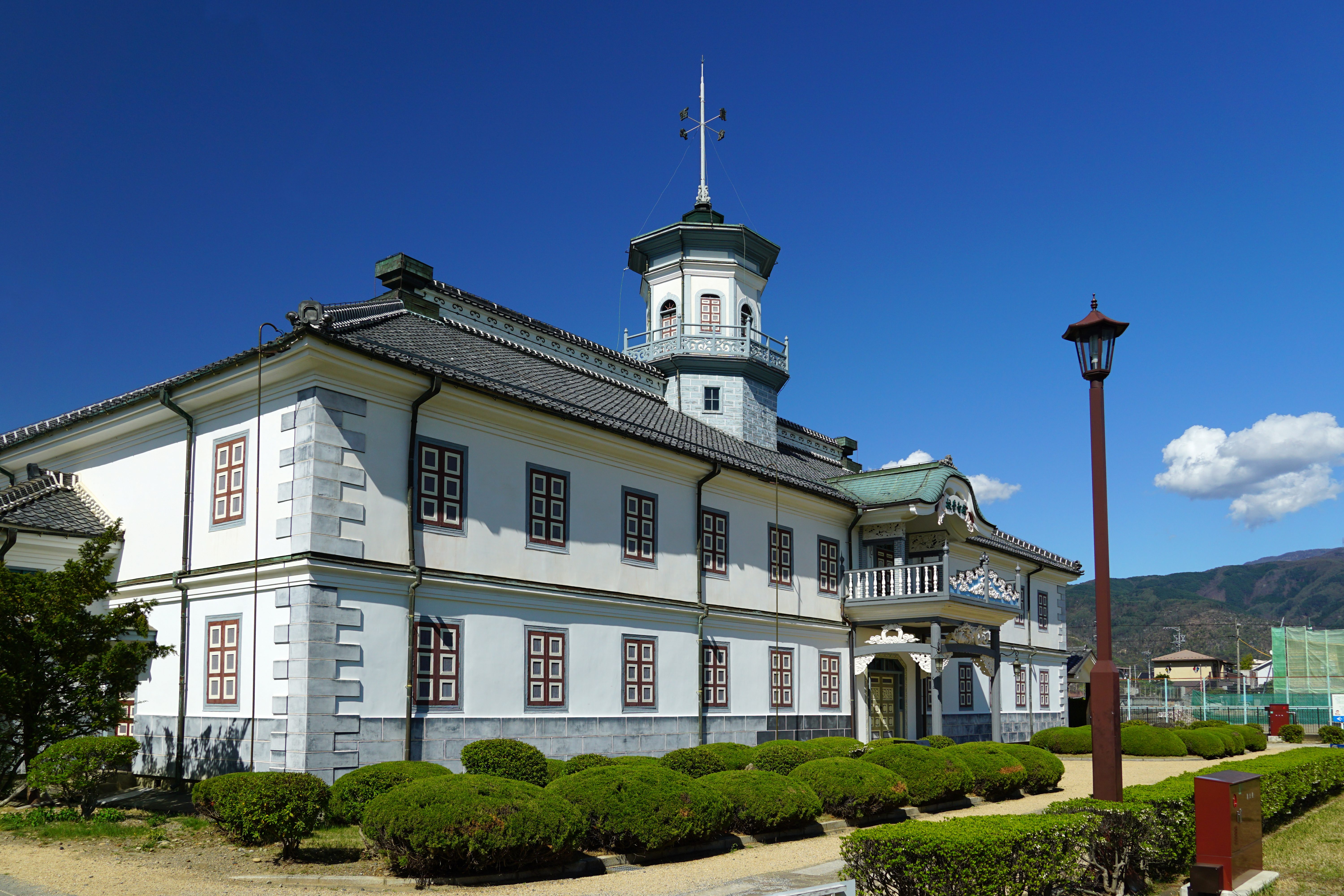
구 계지학교는 메이지 정부가 내린 학교령이 나오면서 건설된 근대학교이다. 문명개화는 서양 문명과 제도뿐만 아니라 문화, 풍습까지 들여온 것이 특징이다.

도쿄 긴자（3 대 히로시게, 1882）.

문명개화(일본어: 文明開化, ぶんめいかいか 분메이카이카[*])는 메이지 시대 일본에서 서양의 문명이 들어와 제도와 관습이 크게 변화된 현상을 말한다. 심지어는 “서양의 것이면 무엇이든 좋다”는 생각조차 가지고 있었다. 근대화 즉, 서구화 자체는 메이지 시대의 일관된 과제였지만, ‘문명개화’라는 말은 일반적으로 메이지 초기의 세태 풍속이 그때까지의 봉건 사회에서 크게 바뀐 시기를 가리키는 데 사용된다. 그 사회가 변해가는 시대를 강조하여 ‘개화기’, ‘어일신’(御一新) 등의 별칭도 있다.

## 개요
‘문명개화’라는 말은 후쿠자와 유키치가 1875년에 저술한 「문명론의 개략」에서 ‘civilization’의 번역어로 사용한 것이 시초이다. 이 가운데는 단순히 서양의 문화, 풍속을 모방한 것부터, 또는 그 문화와 풍속을 본보기로 일본의 기존 문화와의 융합을 도모한 것, 나아가서는 기존 문화를 서양풍으로 발전시킨 것 등 과도기적 열병과 같이 다양한 유행을 타면서, 다양한 사회 계층에 수용되어 갔다.
이 시대를 상징하는 유명한 말로 “상투 머리를 두드리고 보면 문명개화의 소리가 났다”라는 말이 있었고 잔기리모노(散切物)라는 가부키 공연 예술의 새로운 형태가 등장하는 등의 현상이 보이며, 가나가키 로분(仮名垣魯文)의 “아구라나베(安愚楽鍋)에 있는 소고기 전골을 못먹어 본 놈은 개화가 덜된 놈이다”(현대적으로 의역하면 “소고기 전골을 먹지 않는 놈은 터무니없는 시대에 뒤진 놈이다”) 등의 음식 문화의 변화 등에도 대중의 생활이 반영되어 가는 모습이 엿 보인다.
메이지 신정부는 식산흥업과 부국강병, 탈아입구 등 일련의 정책 추진하였고, 서양 건축(→ 서양관, 서양풍 건축), 이발, 양장, 양식 등을 장려했다. 그러나 이러한 서구화는 도시와 일부 지식인에 한정된 서양 문명의 섭취였다는 지적도 있었으며, 지방 도시와 시골 지역에서는 장소에 따라 쇼와 시대에 접어들 무렵까지 불을 유채 기름으로 등을 밝혔고, 우편과 전신 등 서구화의 혜택은 좀처럼 닿지 않았고, 오랫동안 후기의 전통과 풍습을 따르는 등 생활의 변화는 훨씬 완만한 것이었다. 지방에서는 새 정부의 방침에 따라 현청 주도로 기존의 생활 문화와 민속 풍습의 배척하며, 문명개화 정책의 영향으로 축소나 두절된 민속 풍습도 많다.

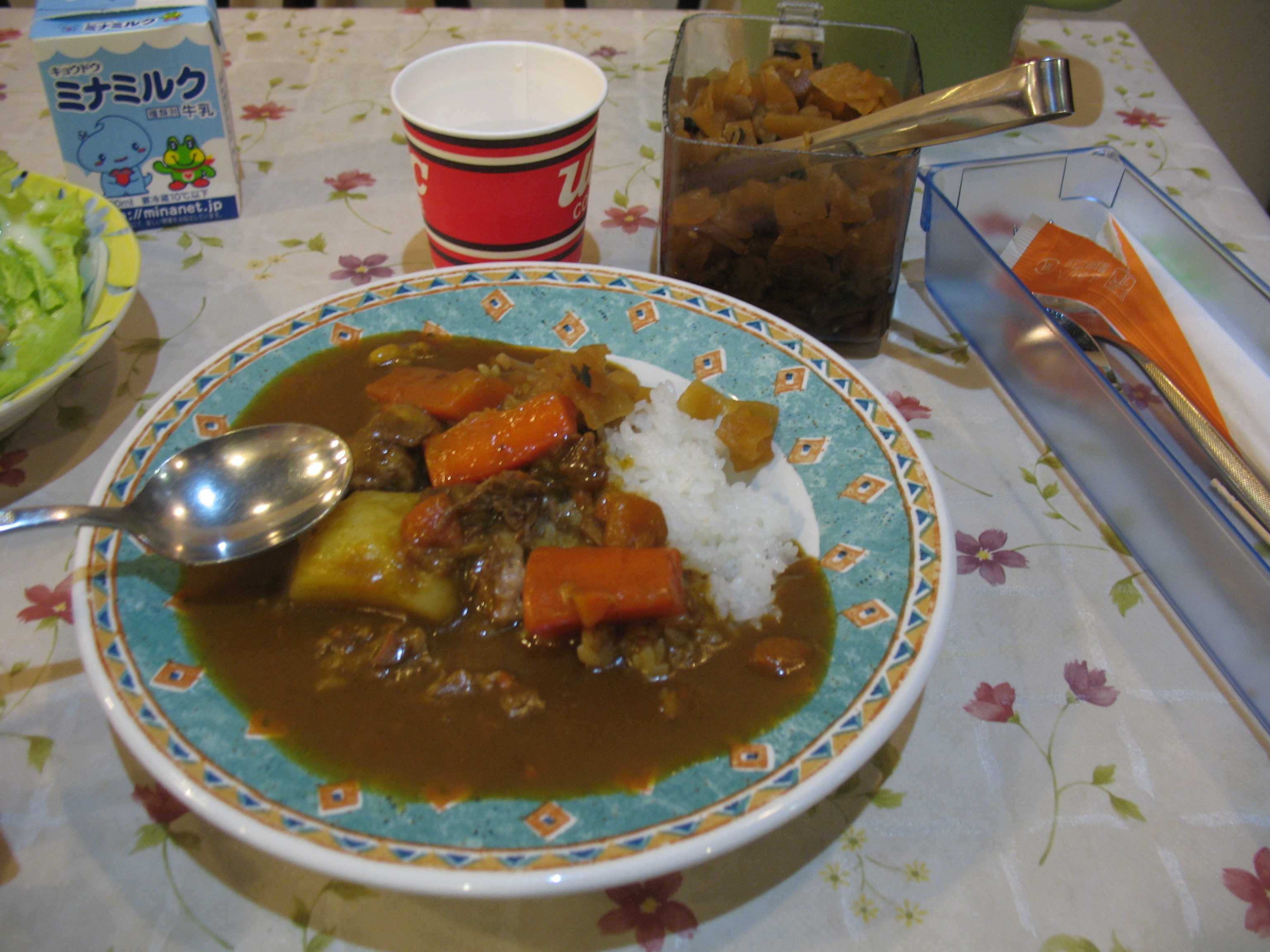
해군 카레 (요코스카 우드 아일랜드)

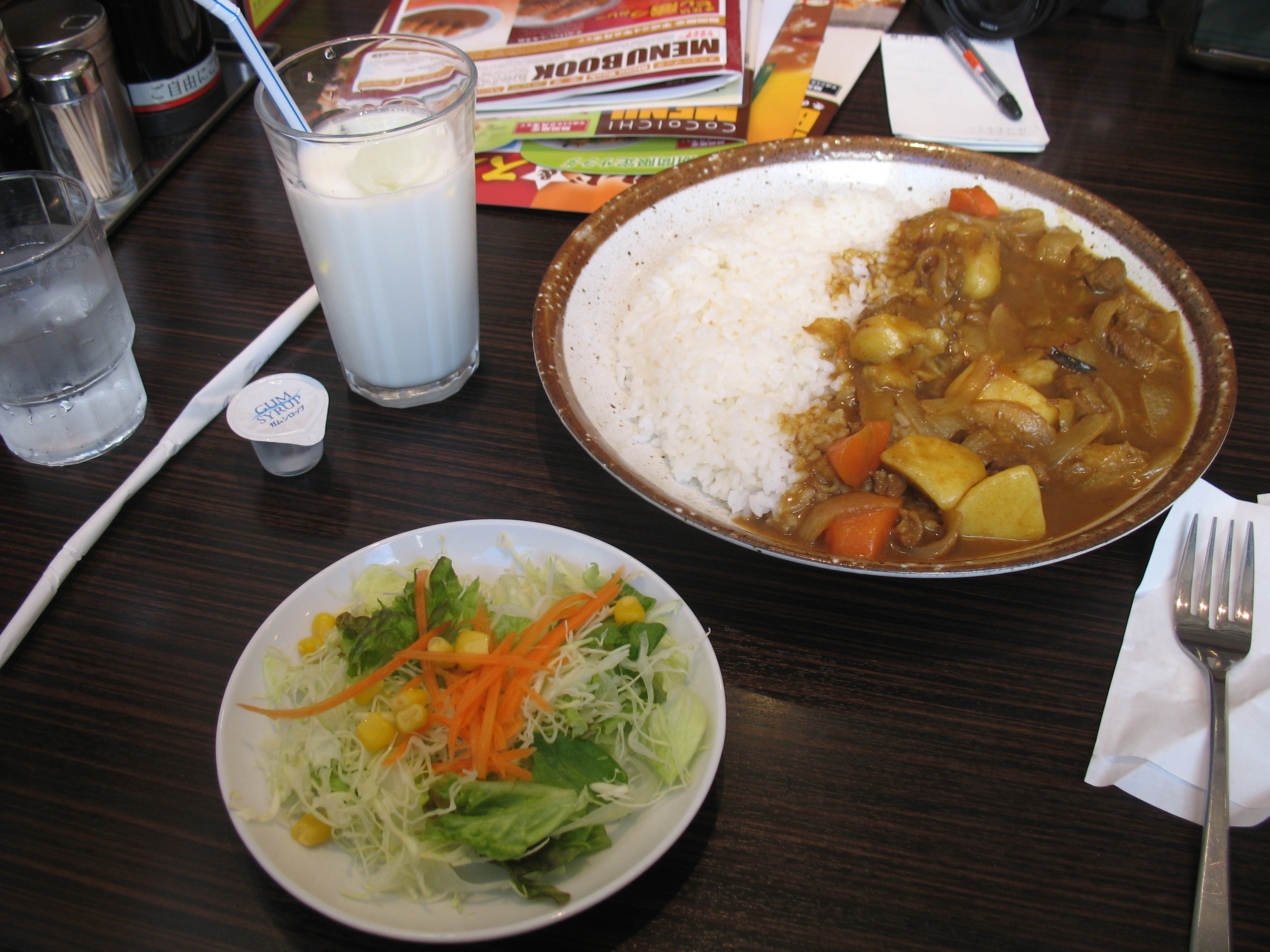
쇠고기 해군 카레 (요코스카 코코이찌방야)

또한 급속한 서구화의 한 단면에는 서양 열강이 당시 아시아 국가로부터 한창 식민지 경영으로 막대한 부를 빼앗았던 것에 대한 위기감도 발견된다. 이 가운데는 위에 언급한 부국강병의 일환으로 서양 군사 기술의 도입도 활발하게 이루어졌고, 군대에서 군인의 힘과 체력을 강화하기 위한 목적으로 제공되는 식사(군대식)까지도 서구화되었다. 당시 출범한지 얼마되지 않았던 일본군은 지방 농촌 등의 차남, 삼남을 모았던 집단이었으며, 쌀밥과 일식으로 자란 그들 가운데는 너무 이질적인 서양 요리에 거부감을 보이는 사람도 있었다. 이 때문에 해군 등에서는 쌀밥과 카레를 결합하였고, 니쿠자가처럼 간장 맛의 절충한 요리를 개발하는 등의 연구도 활발했다. 카레라이스는 이후 요코스카 해군 카레로, 소고기 감자 조림 같은 음식도 군항 주변 지역으로 퍼져나간 시대를 통해 쇼와 시대에 접어들 때쯤에는 일반 가정의 맛으로 널리 받아들여졌다.

## 문명개화의 키워드
- 사회제도
  - 폐번치현
  - 징병제 (혈세)
- 교통, 통신
  - 철도 - 1872년 메이지 5년, 신바시(1986년 폐지) ~ 요코하마 사이가 개통되어 증기기관차가 운행 시작. 증기선은 육증기로 불렸다.
  - 마차철도 - 1882년 일본 최초로 도쿄 마차철도가 개통. 이후 전철화되어 현재의 도쿄 전철의 전신이다.
  - 인력거
  - 증기선
  - 전신
  - 우편 제도 - 1871년에 도쿄 ~ 오사카 사이를 연결하는 것으로 시작되어, 다음 해 1872년에는 전국적으로 시작된다.
- 건축, 도시
  - 서양식 건축 -
  - 벽돌 건축
  - 가스등
  - 의양풍 건축
- 관영공장
  - 후쿠오카 제사장(1872년 조업 개시) 등
- 복식 문화
  - 단발령 - 1871년에 나왔다.
  - 폐도령
  - 군대 제복
  - 양복
  - 우산과 양산
- 식문화
  - 육식(전골 , 소고기 전골) - 仮名垣魯文의 "安愚楽鍋"
  - 우유의 음용 (→ 우유병) - 후쿠자와 유키치의 '육식'
  - 단팥빵 생산 개시 (화혼양재)
- 교육
  - 학제 시행 - 가방
  - 유학생 파견 - 쓰다 우메코
- 언론, 출판
  - 신문
  - 明六雑誌
  - 계몽서 - 《서양 사정》, 《학문의 추천》
  - 번역서 - 《서국입지편》 (西国立志編) 1871년
- 공연, 예술
  - 연극 개량 운동
- 달력
  - 양력(태양력) - 메이지 6년 1873년 1월 1일부터 채용. 천보력 (태음 태양력)은 메이지 5년(1872년) 12월 2일까지 사용 이후에는 음력이 된다.
- 초빙 외국인
  - 워드워드 S. 모스 - 오모리 패총을 발견했다.
  - 윌리엄 S. 클라크 - 삿포로 농학교의 교감. “Boys Be Ambitious”(소년 이여 야망을 가져라)

## 같이 보기
- 일본문명
- 메이지 유신
- 고용 외국인
- 오리엔탈리즘
- 폐도령
- 양무운동